# Абдугофуров, Азизбек Абдумухтар угли
Азизбек Абдумухтар угли Абдугофуров (род. 6 марта 1992, Кургантепа, Андижанская область) — узбекский боксёр-профессионал, выступающий в средней и во второй средней весовых категориях. Выступал за сборную Узбекистана по боксу в первой половине 2010-х годов, серебряный призёр Универсиады (2013), победитель и призёр турниров международного значения, участник чемпионата мира (2013) в любителях.
Среди профессионалов бывший чемпион по версии WBC Silver (2018—2021) во 2-м среднем весе.

## Биография
Азизбек Абдугофуров родился 6 марта 1992 года в городе Кургантепа Андижанской области, Узбекистан.

## Любительская карьера
Дебютировал на международной арене в сезоне 2010 года, выступив на молодёжном чемпионате мира в Баку. Выиграл бронзовую медаль на молодёжном международном турнире «Великий шёлковый путь» в Азербайджане.
В 2013 году стал серебряным призёром чемпионата Узбекистана по боксу в зачёте средней весовой категории, уступив в решающем финальном поединке Хуршидбеку Норматову, а также выиграл Кубок Узбекистана. Попав в состав узбекской национальной сборной, выступил на нескольких крупных международных соревнованиях. В частности, одержал победу на Мемориале Дуйшенкула Шопокова в Бишкеке, получил бронзу на домашнем Мемориале Сиднея Джексона в Ташкенте, дошёл до четвертьфинала на Мемориале Николая Мангера в Херсоне, где проиграл представителю Украины Евгению Хитрову. Завоевал серебряную медаль на летней Универсиаде в Казани, проиграв в финале другому украинцу Дмитрию Митрофанову. Представлял страну на чемпионате мира в Алма-Ате — в категории до 75 кг благополучно прошёл первых троих соперников по турнирной сетке, тогда как четвёртом четвертьфинальном поединке техническим нокаутом потерпел поражение от россиянина Артёма Чеботарёва.
На чемпионате Узбекистана 2014 года попасть в число призёров не смог, остановившись в четвертьфинале среднего веса.
В 2015 году стал бронзовым призёром узбекского национального первенства. Был лучшим на международном турнире «Золотая долина» в Андижане. На международном турнире на призы Аскара Кулибаева в Атырау проиграл в четвертьфинале российскому боксёру Владиславу Федюрину.

## Профессиональная карьера
Покинув расположение узбекской сборной, в мае 2016 года Абдугофуров успешно дебютировал на профессиональном уровне. Выступал преимущественно на территории Малайзии и Сингапура, выиграл у нескольких сильных соперников, в частности им был побеждён бывший многократный чемпион мира из Таиланда Сиримонгкол Сингванча (94-2). В этот период он в числе прочего завоевал и защитил титул чемпиона Азиатского боксёрского совета (ABCO) в средней весовой категории.
Впоследствии поднялся во второй средний вес и в мае 2018 года завоевал вакантный титул серебряного чемпиона по версии Всемирного боксёрского совета (WBC), победив по очкам известного российского боксёра Дмитрия Чудинова (21-2-2).
20 марта 2021 года в Москве единогласным решением судей (счёт: 108-120, 109-119 — дважды) проиграл небитому российскому боксёру Павлу Силягину (6-0), и потерял титул чемпиона по версии WBC Silver (2-я защита Абдугофурова) во 2-м среднем весе.
29 апреля 2022 года в Красногорске единогласным решением судей (счёт: 98-91, 97-92, 97-93) победил опытного россиянина Фёдора Чудинова (25-2-1).

## Статистика профессиональных боёв
В таблице перечислены результаты всех поединков боксёров.
В каждой строке указан результат поединка. Дополнительно номер поединка обозначен цветом, который обозначает итог поединка. Расшифровка обозначений и цветов представлена в нижеследующей таблице.
| Пример | Расшифровка                     |
| ------ | ------------------------------- |
|        | Победа                          |
|        | Ничья                           |
|        | Поражение                       |
|        | Планируемый поединок            |
|        | Поединок признан несостоявшимся |
| КО     | Нокаут                          |
| ТКО    | Технический нокаут              |
| PTS    | Решение судей (по очкам)        |
| UD     | Единогласное решение судей      |
| MD     | Решение большинства судей       |
| SD     | Раздельное решение судей        |
| RTD    | Отказ от продолжения боя        |
| DQ     | Дисквалификация                 |
| NC     | Поединок признан несостоявшимся |

| 15 | 29 апреля 2022  | Фёдор Чудинов (25-2-1)   | Vegas City Hall, Красногорск, Московская область, Россия | UD 10 (10)       | Счёт: 98-91, 97-92, 97-93. |
| 14 | 20 марта 2021   | Павел Силягин (6-0)      | ДС «Мегаспорт», Москва, Россия                           | UD 12 (12)       | Счёт: 108-120, 109-119 (дважды). Потерял титул чемпиона по версии WBC Silver (2-я защита Абдугофурова) во 2-м среднем весе.       |
| 13 | 24 августа 2019 | Гасан Гасанов (16-8-1)   | ДС «Трактор», Челябинск, Россия                          | TKO 4 (10), 1:01 | |
| 12 | 18 ноября 2018  | Вужати Нуерланг (11-1)   | Пасай-Сити, Манила, Филиппины                            | UD 12 (12)       | Счёт судей: 117-111, 118-111 (дважды). Защитил титул чемпиона по версии WBC Silver (1-я защита Абдугофурова) во 2-м среднем весе. |
| 11 | 5 мая 2018      | Дмитрий Чудинов (21-2-2) | ДС «Узбекистан», Ташкент, Узбекистан                     | UD 12 (12)       | Счёт судей: 118-111, 118-110 (дважды). Завоевал вакантный титул чемпиона по версии WBC Silver во 2-м среднем весе.                |
| 10 | 17 марта 2018   | Альфонсо Тиссен (10-1-2) | One City Grand Ballroom, Субанг-Джая, Малайзия           | UD 8 (8)         | Счёт судей: 77-, 79-73, 78-74. |